# Jean de la Morinerie
Jean Marie Augustin Michel de la Morinerie , né le 20 novembre 1874 à Reims et décédé le 4 août 1954 à Bièvres, est un architecte français qui notamment a participé à la reconstruction de Reims.

## Biographie
Jean de la Morinerie est né à Reims le 20 novembre 1874 du baron Arthur Michel de la Morinerie, Garde général des Eaux et Forêts, vice-président de la chambre de commerce de Reims et négociant en vins de Champagne, et d’Esther Delbeck, fille de Félix-Désiré Delbeck, fondateur de la Maison homonyme.
Il obtient son diplôme d'architecte le 18 novembre 1904. Il fait partie de la Société des Architectes de la Marne (SAM) en 1919. Il exerce de 1906 à 1936, notamment à Paris dans le 7e, rue Ernest-Cresson (n°1-3, 9, 11, 13, 15) dans le 14e et dans le 2e arrondissement de Paris au 66 de la rue des Petits-Champs, à Reims au 1 de la rue Clovis (entre 1919 et 1929) puis rue de l’École de Médecine de 1929 à 1949.
Il obtient pour une médaille d’argent au concours de façade de l’URAD en 1923 pour sa réalisation au n°6 bis-8 de la rue Hincmar à Reims.

## Formation
- École des Beaux-Arts de Paris,
- Élève de Léon Margotin à l’École régionale des arts industriels de Reims en 1893-95,
- Admis à l’École des Beaux-Arts le 3 mai 1895. Matricule de l’École des Beaux-Arts : 4671. Élève d’Edmond Paulin. Diplômé le 18 novembre 1904[2].

## Principales réalisations
- La cité des Trois-Fontaines (dite localement « cité Charles Arnould ») (1924) avec la maison des Compagnons du Devoir de Reims[3]
- Église Saint-Jean-Baptiste de La Neuvillette[4]
- Villa Le Caruhel[5]
- Musée de la Légion d’honneur par adaptation d'un bâtiment existant (1922-1925)
- Les Maisons d'éducation de Saint-Denis, d'Écouen et des Loges
- Monument aux morts de Chigny-les-Roses